# Xi Aquilae
Libertas eller Xi Aquilae (ξ Aqulilae, förkortat Xi Aql, ξ Aql)  är en ensam stjärna belägen i den mellersta delen av stjärnbilden Örnen (stjärnbild). Den har en skenbar magnitud på 4,72 och är synlig för blotta ögat där ljusföroreningar ej förekommer. Baserat på parallaxmätning inom Hipparcosuppdraget på ca 17,8 mas, beräknas den befinna sig på ett avstånd på ca 184 ljusår (ca 56 parsek) från solen. På det beräknade avståndet minskar stjärnans skenbara magnitud med 0,09 enheter genom skymning orsakad av mellanliggande gas och stoft.

## Nomenklatur
År 2016 anordnade International Astronomical Union en arbetsgrupp för stjärnnamn (WGSN) med uppgift att katalogisera och standardisera riktiga namn för enskilda stjärnor. WGSN fastställde namnet Libertas för Xi Aquilae i juli 2016 och det ingår nu i IAU:s Catalog of Star Names. 

## Egenskaper
Ny Aquilae är en orange till gul jättestjärna av spektralklass G9 III och är en röd jättestjärna som genererar energi genom fusion av helium till kol i dess kärna. Den har en beräknad massa som är omkring 20 procent större än solens massa, en radie som är ca 10 gånger större än solens och utsänder från dess fotosfär ca 49 gånger mera energi än solen vid en effektiv temperatur av ca 4 800 K.
År 2008 tillkännagavs förekomsten av en exoplanet baserat på resultat av dopplerspektroskopi vid Okayama Astrophysical Observatory. Detta objekt, betecknat som Xi Aquilae b, har en massa som motsvarar minst 2,8 Jupitermassor och kretsar i en bana med ett beräknad avstånd av 0,68 astronomisk enheter från stjärnan med en omloppsperiod av 136,75 dygn. Eventuella planeter som en gång gick i bana innanför det här objektet kan ha blivit absorberade när stjärnan kom in i den röda jättefasen och expanderade i radie.